# Roger Allam

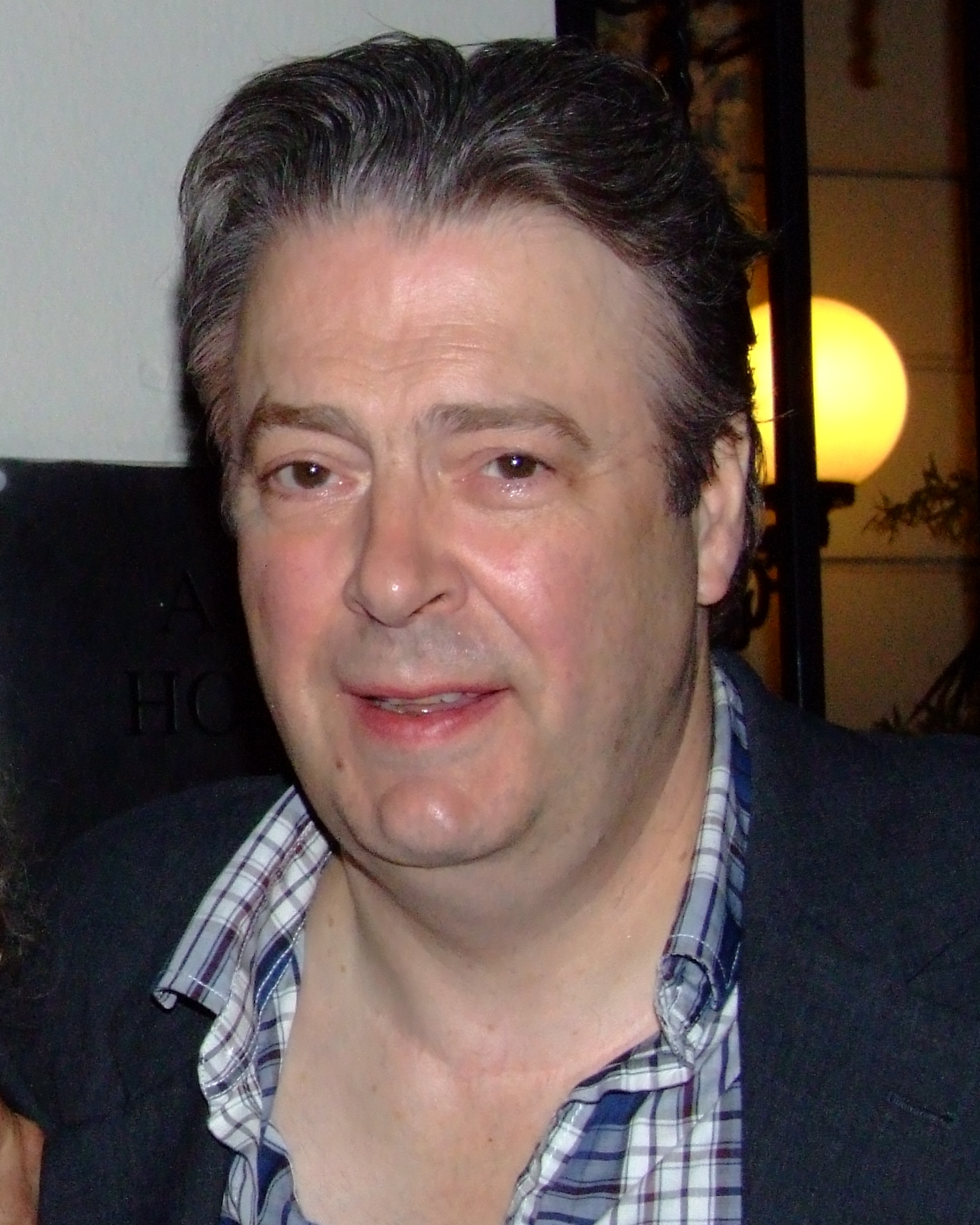
Roger Allam, 2009

Roger Allam (* 26. Oktober 1953 in Bow, London) ist ein britischer Film- und Theaterschauspieler.

## Leben
Roger Allam wurde in Bow, einem im East End liegenden Stadtteil in London, geboren. Er studierte Schauspielkunst an der University of Manchester.
Seit 1981 war er in mehr als 50 Film- und Fernsehproduktionen zu sehen, doch erst seit Mitte der 2000er-Jahre wirkt er verstärkt an Kinofilmen mit. In dem 2006 erschienenen Spielfilm Die Queen von Stephen Frears spielte er an der Seite von Helen Mirren die Rolle des Sir Robin Janvrin, den privaten Sekretär der Queen. Als Nebendarsteller wirkte er in britischen Filmen wie V wie Vendetta, Die Frau in Schwarz und The Wind That Shakes the Barley mit, war aber auch in Hollywood-Produktionen wie Speed Racer oder Pirates of the Caribbean – Fremde Gezeiten zu sehen. In der Erfolgsserie Game of Thrones verkörperte er in der ersten Staffel die Nebenrolle des Illyrio Mopatis. Seit 2012 spielt er die Rolle des DI Fred Thursday in der Krimi-Serie Der junge Inspektor Morse, in dieser Rolle wird er von Axel Lutter synchronisiert.
Daneben ist Allam vor allem als renommierter Bühnenschauspieler bekannt. Für seine schauspielerischen Leistungen auf der Theaterbühne wurde er zweimal mit dem Laurence Olivier Award ausgezeichnet, außerdem er hielt er zwei weitere Nominierungen für diesen Preis. Er spielte unter anderem 1985 den Javert in der englischsprachigen Uraufführung des Erfolgsmusicals Les Misérables. Von 2008 bis zur Einstellung 2013 sprach er im Radio neben Stephanie Cole, Benedict Cumberbatch und John Finnemore in der von Finnemore geschriebenen BBC-Radio-4-Sitcom Cabin Pressure den charmanten und selbstbewussten Copiloten Douglas Richardson.
Roger Allam ist mit seiner Schauspielkollegin Rebecca Saire (* 1963) verheiratet, das Paar hat zwei Söhne.

## Filmografie (Auswahl)
- 1981: Out of Sight, Out of Mind (Fernsehfilm)
- 1989: Puppenmord (Wilt)
- 1990: Attentat in Birmingham (The Investigation: Inside a Terrorist Bombing, Fernsehfilm)
- 1994: Undercover! (Between the Lines; Fernsehserie, 3 Folgen)
- 1997: Inspektor Morse, Mordkommission Oxford (Inspector Morse; Fernsehserie, 1 Folge)
- 1997: The Bill (Fernsehserie, 1 Folge)
- 1998: Heartbeat (Fernsehserie, 1 Folge)
- 1998: Inspector Barnaby (Midsomer Murders) Fernsehserie, Staffel 1, Folge 3: Treu bis in den Tod (Faithful Unto Death)
- 1998–2000: The Creatives (Fernsehserie, 12 Folgen)
- 1999: Citizen Kane – Die Hollywood-Legende (RKO 281, Fernsehfilm)
- 2002: Schiffbrüchig (Stranded, Fernsehfilm)
- 2002: Foyle’s War (Fernsehserie, Episode 1x04)
- 2003: Mrs. Stone und ihr römischer Frühling (The Roman Spring of Mrs. Stone, Fernsehfilm)
- 2005: A Cock and Bull Story
- 2005: Inspector Lynley (The Inspector Lynley Mysteries; Fernsehserie, 1 Folge)
- 2005: V wie Vendetta (V for Vendetta)
- 2006: The Wind That Shakes the Barley
- 2006: Die Queen (The Queen)
- 2006: Spooks – Im Visier des MI5 (Spooks; Fernsehserie, 2 Folgen)
- 2007–2012: The Thick of It (Fernsehserie, 10 Folgen)
- 2008: Speed Racer
- 2009: Ashes to Ashes – Zurück in die 80er (Ashes to Ashes; Fernsehserie, 4 Folgen)
- 2010: Immer Drama um Tamara (Tamara Drewe)
- 2011: Game of Thrones (Fernsehserie, 2 Folgen)
- 2011: Pirates of the Caribbean – Fremde Gezeiten (Pirates of the Caribbean: On Stranger Tides)
- 2011: Die Eiserne Lady (The Iron Lady)
- 2012: Die Frau in Schwarz (The Woman in Black)
- 2012: Angels’ Share – Ein Schluck für die Engel (The Angels’ Share)
- 2012: Parade’s End – Der letzte Gentleman (Parade’s End; Fernseh-Miniserie)
- 2012–2023: Der junge Inspektor Morse (Endeavour; Fernsehserie, 36 Folgen)
- 2013: Die Bücherdiebin (The Book Thief)
- 2015: A Royal Night – Ein königliches Vergnügen (A Royal Night Out)
- 2015: Mr. Holmes
- 2015: The Lady in the Van
- 2016: The Missing (Fernsehserie, 7 Folgen)
- 2020: Uncle Vanya
- 2020: Say Your Prayers
- 2022: Sandman (The Sandman; Fernsehserie, Folge 1x10, Stimme)
- 2023: Tetris